# 楊靜仁

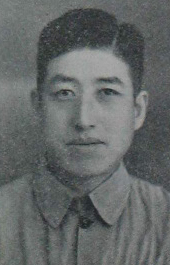
杨静仁近照

楊靜仁（1918年—2001年10月19日），回族，甘肅蘭州人，中国共产党、中华人民共和国政治人物，原副国级领导人。曾擔任中國人民政治協商會議全國委員會副主席、中共中央統戰部部長、中華人民共和國國家民族事務委員會主任、中華人民共和國國務院副總理，中国伊斯兰教协会筹备会和成立会的副主任等職。

## 生平
1918年出生於甘肅省兰州市，肄业于兰州一中。1936年起受中共鼓动而參與暴动，翌年加入中國共產黨并前往延安。中华人民共和国成立後，出任中央人民政府民族事务委员会委员、中央人民政府办公厅主任兼中共中央统战部民族宗教處處長。1978年，被任命為國家民族事務委員會主任兼中共中央統戰部副部長，後被任命為第五届全國政協副主席。1980年9月10日，被增補為國務院副總理，分管民族事務等工作。1982年，被任命為中共中央統戰部部長，1983年6月卸任國務院副總理职务，被任命為第六届全國政協副主席。1985年卸任統戰部部長职务。1998年后不再担任全國政協副主席而离休。2001年10月19日7点38分病逝于北京，終年83歲。他被官方評價為「中国共产党的优秀党员，久经考验的忠诚的共产主义战士，无产阶级革命家，党和国家统一战线和民族工作卓越的领导人」，安葬于北京市回民公墓。